# Viggo Zadig
Viggo Moritz Zadig, född 4 juli 1880 i Malmö, död 13 april 1973 i S:t Petri församling i Malmö, var en svensk lärare, författare och företagsledare.
Zadig var son till fabrikören Philipp Zadig och Emma Heckscher samt bror till skulptören William Zadig och farbror till konstnären Jacques Zadig. 
Efter studentexamen 1899 inledde han akademiska studier, blev filosofie kandidat 1907 och verkade som läroverkslärare 1908–1916.
Han blev 1918 delägare i firma M Zadig som hade grundats 1865 av farfadern och dennes tre söner. I samband med firmans ombildning till aktiebolag 1930 blev Viggo Zadig VD i företaget. Han författade skrifter i filologiska och skönlitterära ämnen.
Zadig drev under 30- och 40-talen en kamp för rätten att utträda ur den mosaiska församlingen utan att låta döpa sig. Bland annat drev han en rättsprocess där han försökte undkomma skyldigheten att betala avgift till Malmö mosaiska församling, men Högsta Domstolen slog fast att han behövde betala trots att han anmält utträde. 
Viggo Zadig var gift med Ester Norinder-Zadig  (1899–1922), med vilken han hade sonen Are Zadig (1920–2004) och dottern Fylgia Zadig (1921–1994). I ett senare äktenskap med Emma Hedlund fick han sonen Gunnar Zadig (född 1931), de skilde sig 1942.
Han är begravd på Malmö östra kyrkogård, i en grav där även hustrun Ester och sonen Are, samt sonsonen Erland vilar.